# Nzubechi Grace Nwokocha
Nzubechi Grace Nwokocha (* 7. April 2001 in Port Harcourt) ist eine nigerianische Leichtathletin, die sich auf den Sprint spezialisiert hat.

## Sportliche Laufbahn
Erste internationale Erfahrungen sammelte Nzubechi Grace Nwokocha im Jahr 2019, als sie bei den Juniorenafrikameisterschaften in Abidjan in 11,88 s die Bronzemedaille im 100-Meter-Lauf gewann und über 200 Meter in 24,57 s den vierten Platz belegte. Zudem siegte sie mit der nigerianischen 4-mal-100-Meter-Staffel in 45,56 s. 2021 qualifizierte sie sich über 100 und 200 Meter für die Olympischen Spiele in Tokio und erreichte in beiden Bewerben das Halbfinale, in dem sie mit 11,07 s und 22,47 s ausschied. Sie trat auch mit der Staffel an, verpasste dort aber mit 43,25 s den Finaleinzug. Im Herbst begann sie ein Studium an der North Carolina Agricultural and Technical State University. Im Jahr darauf startete sie bei den Weltmeisterschaften in Eugene und schied dort mit 11,16 s im Halbfinale über 100 Meter aus und auch über 200 Meter schied sie mit 22,49 s im Semifinale aus. Zudem erreichte sie mit der Staffel das Finale und klassierte sich dort mit neuem Afrikarekord von 42,22 s auf dem vierten Platz. Anschließend belegte sie bei den Commonwealth Games in Birmingham in 11,18 s den fünften Platz über 100 Meter und kam mit 25,34 s nicht über die ersten Runde über 200 Meter hinaus. Zudem siegte sie im Staffelbewerb in 42,10 s gemeinsam mit Tobi Amusan, Favour Ofili und Rosemary Chukwuma und stellte damit einen neuen Afrikarekord auf. Im September wurde bekannt, dass sie vorläufig von der Athletics Integrity Unit wegen des Verdachts des Dopings suspendiert wurde. Im Mai 2023 wurde sie nachträglich disqualifiziert und die Medaille wurde aberkannt.
2021 wurde Nwokocha nigerianische Meisterin im 200-Meter-Lauf sowie 2022 über 100 Meter. Zudem siegte sie 2021 und 2022 in der 4-mal-100-Meter-Staffel.

## Persönliche Bestzeiten
- 100 Meter: 10,97 s (+0,6 m/s), 9. Juni 2022 in Eugene
  - 60 Meter (Halle): 7,36 s, 11. Februar 2022 in Clemson
- 200 Meter: 22,44 s (+0,5 m/s), 9. Juni 2022 in Eugene
  - 200 Meter (Halle): 23,72 s, 18. Februar 2022 in Clemson